# Шатрюк, Михаил Фёдорович
Михаил Фёдорович Шатрюк (5 ноября 1916, Николаевка, Харьковская губерния — 2 марта 2004, Харьков) — командир отделения 180-го отдельного саперного батальона 167-й стрелковой дивизии 1-й гвардейской армии 4-го Украинского фронта, старший сержант — на момент представления к награждению орденом Славы 1-й степени.

## Биография
Родился 23 октября 1916 года в селе Николаевка (ныне — посёлок городского типа в Белопольском районе Сумской области) в семье крестьянина. Украинец. В 1932 году окончил 7 классов, в 1933 году — школу ФЗУ при паровозном депо станции Основа. С 1935 года жил в городе Харьков. Работал слесарем по ремонту паровозов в депо.
В Красной Армии и на фронте в Великую Отечественную войну с сентября 1943 года. Отличился при форсировании Днепра, освобождении Моравска-Остравы. Член ВКП/КПСС с 1944 года.
Командир отделения 180-го отдельного саперного батальона младший сержант Михаил Шатрюк в районе села Слобудка Джурыньска 10 апреля — 10 июня 1944 года установил свыше тысячи мин.18 июля 1944 года у населенного пункта Плауча Мала выбрал место для строительства моста и представил командованию необходимые данные. Приказом от 23 августа 1944 года «за образцовое выполнение заданий командования в боях с немецко-фашистскими захватчиками» младший сержант Шатрюк Михаил Фёдорович награждён орденом Славы 3-й степени.
9 августа 1944 года в 40 километрах западнее города Самбор Львовской области Украины Михаил Шатрюк в том же боевом составе уничтожил свыше десяти гитлеровцев, проделал проход в минном поле противника. Приказом от 14 октября 1944 года «за образцовое выполнение заданий командования в боях с немецко-фашистскими захватчиками» младший сержант Шатрюк Михаил Фёдорович награждён орденом Славы 2-й степени.
30 апреля 1945 года близ города Моравска-Острава старший сержант Михаил Шатрюк для устройства переправы под огнём противника переплыл на противоположный берег реки Одра и закрепил там трос. Указом Президиума Верховного Совета СССР от 15 мая 1946 года «за образцовое выполнение заданий командования в боях с немецко-фашистскими захватчиками» старший сержант Шатрюк Михаил Фёдорович награждён орденом Славы 1-й степени, став полным кавалером ордена Славы.
В 1946 году старший сержант М. Ф. Шатрюк демобилизован. Жил в городе Харьков. Работал слесарем в локомотивном депо. Умер 2 марта 2004 года. Похоронен на кладбище № 2 в Харькове.
Награждён орденами Отечественной войны 1-й степени, Славы 1-й, 2-й и 3-й степени, медалями. Его имя выбито на памятном знаке землякам-героям в городе Белополье.